# Francisco Pedro de Mendonça Gorjão
Francisco Pedro de Mendonça Gorjão (Roliça, baptizado a 4 de novembro de 1686 — 3 de agosto de 1767) foi um militar e administrador colonial português.
Nasceu em Roliça, na Quinta da Roliça, e está sepultado na sua capela da Quinta de São Lourenço, no Peral.
Foi capitão-mor da capitania da Paraíba, de 1729 a 1734, do Maranhão, de 1747 a 1751, e do Grão-Pará, de 1747 a 1751. Foi também governador e capitão general da Ilha da Madeira, de 1737 a 1747.

## Biografia
Com a idade de 11 anos obteve o foro, que por seu pai lhe competia, de fidalgo cavaleiro da Casa Real por sucessão, com 1600 reis de moradia e um alqueire de cevada por dia (4 de setembro de 1697)]]. . Teve descendência natural em Portugal e no Brasil deixando sua herança e vínculos a seu sobrinho Francisco Gorjão Henriques.

### Carreira militar
Francisco Pedro de Mendonça Gorjão teve uma longa carreira militar e político-administrativa. Sua nomeação para capitão-mor da Paraíba, por carta patente régia de 14 de dezembro de 1728 (data em que tinha a patente de capitão de cavalos), descreve em pormenor seus feitos nas guerras havidas em Espanha, ao serviço do rei de Portugal, onde foi ferido gravemente, recebendo os epítetos de «bom e valeroso soldado», «sempre muito obediente» e que se comportou «com o seu acostumado valor e brio» (1706-1712).
Serviu no exército real nas Campanhas de Castela, tendo, em 1706, com o posto de soldado (em que esteve 9 meses e 11 dias) na Companhia de Cavalos do capitão António de Miranda Henriques, a quem sucedeu D. Diogo de Menezes e Távora, participado nas batalhas junto de Cidade Rodrigo, e passando a Castela em Braves, no «rendimento de» Alcântara e Moraleja, até depois do Rio Fiera; voltou depois a Cidade Rodrigo com o seu esquadrão e foi um dos que marcharam até Madrid, «em a qual se aclamou a Carlos Terceiro por Rei, e marchando ao Campo de S. Martinho se apresentou nele batalha ao inimigo, que não aceitou». Aí, segundo os seus superiores, portou-se Francisco Pedro «desempenhando em tudo a sua obrigação, como pessoa grave e nobre que é».
Em 7 de janeiro de 1707 foi promovido a alferes (posto que ocupou 10 meses e 15 dias) da Companhia de Cavalos do Comissário Geral da Província da Estremadura, D. Pedro da Silva Coutinho, depois substituído pelo capitão Francisco Pacheco. Neste ano, ficou gravemente ferido na batalha de Almansa, quando se atacou o Castelo de Villena «e não obstante o perigo de sua vida prosseguiu a marcha a Tortosa, aonde se impediu o passo ao inimigo no Rio Ebro, assistindo sempre com muito valor em todas as operações que houve naquela campanha».
Em 1708, foi promovido a tenente, posto em que serviu 2 anos, 1 mês e 18 dias. Esteve então na Catalunha, cumprindo sempre «com boa satisfação» e «portando-se com grande resolução no encontro que um destacamento de quatrocentos cavalos teve na Vila de Tarrega com outro inimigo composto do mesmo número, o qual sendo investido foi roto e posto em fugida, em que houve grande mortandade e feridos [e] 78 prisioneiros, e mais de 100 cavalos sobprezos (?)».
Em 1709, esteve debaixo da artilharia de Lérida, onde participou em batalha, «procedendo (…) valerosamente, sendo sempre muito obediente às ordens dos seus superiores»; no mesmo ano marchou com o seu esquadrão de 3 mil homens para Conca de Trem e Condado de Riba Gossa [Ribagorza?], onde participou no ataque a várias praças e em vários recontros em os quais se houve «com o seu costumado valor e brio».
Em 1710, vindo da Catalunha para Portugal, participou «na tomada de Xerez dos Cavalleiros, onde procedeu com satisfação, e indo o seu regimento segurar a ponte que se havia feito em Guadiana», ordenou-lhe «o seu Coronel se avançasse com vinte e quatro cavalos a cobrir os forregeadores que vinham batidos pelo inimigo, o que executou com tão boa satisfação e resolução que, sendo carregado com superior poder do inimigo, o rebateu repetidas vezes, travando-se em todos de uma porfiada pendência, matando-lhe muita gente de que recebeu também alguma perda na sua partida, com a qual assistiu até ser mandado recolher, em cuja ocasião se assinalou em forma que mereceu os créditos de um valoroso e bom soldado».
Na ocasião da retirada, obtém várias confirmações de ausência de culpa na decisão de retirada e no «rol da Campanha».
Em 1711, participou nas lutas, em guardas avançadas, destacamentos e partidas, o mesmo sucedendo em 1712, ano em que também «desempenhou sempre as suas obrigações como da sua pessoa se esperava, com muito valor, cuidado e zelo do Meu real serviço».
Em 12 de maio de 1714, foi promovido a capitão de cavalos, posto que havia vagado pela morte do capitão Francisco de Almeida Pinto. Passou então da Companhia da Província do Alentejo à Companhia da Província da Estremadura, a seu pedido, por alvará régio de 26 de janeiro de 1716, como capitão de cavalos reformado, sendo agregado ao Regimento da Guarnição da Praça de Peniche.
E continua o decreto do rei D. João V, de 1728, que o nomeia Capitão-mor da Paraíba:
«E por esperar dele que da mesma maneira se haverá daqui em diante em tudo o de que for encarregado de meu Serviço, conforma a confiança que faço da sua pessoa, Hei por bem fazer-lhe Mercê de o nomear, como por esta nomeio, Capitão mor da Capitania da Paraíba, para que sirva por tempo de três anos (…) E antes que o dito Francisco Pedro de Mendonça Gorjão parta desta Cidade para a dita Capitania me fará por ela preito e homenagem e juramento customado».

### Carreira política
Começa então a sua carreira político-administrativa, com a nomeação para capitão-mor da Paraíba. Em 1737 é feito Cavaleiro da Ordem de Cristo, com 12000 reis de tença (21 de maio de 1737), «para o que o habilitava, não só a distinção da sua pessoa, mas a do sobredito cargo» (Carta de 29 de maio de 1737).
O cargo em causa era o de governador e capitão general da Ilha da Madeira, «Superintendente das ambas as Capitanias de Guerra» e Alcaide-mor da Fortaleza da cidade do Funchal, para que havia sido na altura nomeado (carta patente de 18 de maio de 1737, com funções exercidas entre 16 de junho de 1737 e 25 de maio de 1747).
Foi também na mesma altura nomeado membro do Conselho de Sua Majestade (carta de 22 de maio de 1737).
Após dez anos como governador e capitão general da Ilha da Madeira, foi nomeado governador do Maranhão e capitão general do Maranhão (carta patente de 23 de abril de 1747, posto em que permaneceu até 24 de setembro de 1751) e governador do Grão Pará (então com patente de capitão general, tendo exercido as funções entre 14 de agosto de 1747 e 24 de setembro de 1751).
Espantosamente, ou talvez não, também aqui vai substituir João de Abreu Castelo Branco, a quem já havia sucedido na Paraíba e na Madeira.
Não é decerto fácil proceder à descrição e análise do seu governo no Maranhão e no Pará, para a qual seria necessário ter acesso à realidade política, social e cultural da época, bem como à documentação histórica relativa à época, da qual pouco se conhece, com a limitada mas importante excepção que constitui o acervo do Arquivo Histórico Ultramarino de Lisboa, onde se podem encontrar dezenas de documentos emanados da Coroa ou do governador-geral. ". Após a cessação das suas funções no Maranhão e Pará, terá sido nomeado governador de Pernambuco, cargo que não aceitou.

### Últimos dias
Voltou a Portugal, não sendo disponíveis informações sobre as funções que haja desempenhado entre 1752 e 1762, ano em que foi nomeado marechal de campo do exército e governador do Forte de S. Lourenço da Barra (carta patente do Rei D. José, datada de 8 de maio de 1762, mas a decisão é de 6 de maio de 1762), tendo exercido este posto até ao seu falecimento, solteiro, em 3 de agosto de 1767.
Instituiu Morgado e Capela com cabeça na Quinta de São Lourenço, que havia sido adquirida por seu irmão Monsenhor António José Gorjão, em favor de seu sobrinho Francisco José Gorjão Henriques, tendo o testamento sido aberto em 1770 (Cadaval). Obteve padrão de 101$836 reis de juro nos Armazéns (3 de agosto de 1754), que anexou ao morgadio de S. Lourenço e em que nomeou o mesmo seu sobrinho Francisco José, e de que se passou apostilha (15 de junho de 1769).
deixou um filho no Brazil, o Major Hilário Pedro Gurjão que foi Governador do Amazonas em 1832 ( Lista de governadores do Amazonas)  e progenitor dos Gurjões do Pará, entre os quais se destacam o Maestro Henrique Eulálio Gurjão e o General Hilário Maximiniano Antunes Gurjão ,conforme relatado em documentos das Forças Armadas Brasileiras e pelo obituário do General Hilário realizado em 15 de março de 1869 em Belém do Pará (Necrologia Hilário Maximiniano Antunes Gurjão ) e anexado a Biblioteca do Congresso Americano em Washington D.C nos Estados Unidos.  